# کراسلا
کراسلا (به انگلیسی: Cerasella) فیلمی ایتالیایی محصول سال ۱۹۵۹ و به کارگردانی رافائلو ماتاراتسو است. در این فیلم بازیگرانی همچون کلاودیا موری، ماریو جیروتی، لوئیجی دی فیلیپو، الساندرو پانارو، کارلو کوروکولو، ماریو کاروتنوتو، لیا زوپلی، لوئیجی پاوزه، کارلو تارانتو، رینو جنووِزه و فائوستو چیلیانو ایفای نقش کرده‌اند.